# Campoplex indicus
Campoplex indicus är en stekelart som beskrevs av Gupta och Maheshwary 1977. Campoplex indicus ingår i släktet Campoplex och familjen brokparasitsteklar. Inga underarter finns listade.